# Lejops interpunctus
Lejops interpunctus är en tvåvingeart som först beskrevs av Harris 1776.  Lejops interpunctus ingår i släktet sävblomflugor, och familjen blomflugor. Inga underarter finns listade i Catalogue of Life.